# Municipio Candelaria (Trujillo)
Candelaria es uno de los 20 municipios que conforman al estado andino de Trujillo, en Venezuela. El municipio tiene 7 parroquias y su capital es la ciudad de Chejendé. El municipio se ubica en el norte del estado.

## Historia
El municipio, como en casi todo el estado Trujillo, fue habitado por indígenas Cuicas, dándole nombre a varias poblaciones actuales como Chejendé, Motatán y otros. Estos indígenas fueron vencidos por los conquistadores españoles en los 1600 d. C. y 200 años después, por aquí pasaría Simón Bolívar junto al ejército libertador de Venezuela, luego de declarar la "Guerra a Muerte" a los españoles en la cercana ciudad de Trujillo,  en dirección a Boconó, otra ciudad del estado Trujillo. Luego de la independencia, como algunos pueblos muy recónditos, Chejendé y otros permanecieron relativamente tranquilos durante la Guerra Federal y los varios hechos que sacudieron a Venezuela en los años siguientes. Y aunque fuera un territorio recóndito, además de ser de relativo desarrollo, también este territorio se hizo municipio oficial a partir del 6 de agosto de 1988, junto a algunos municipios como Carache, y los extintos municipios Cuicas (parte de Carache y del Estado Lara), Cegarra, Bolivia y Carrillo (estos 3 partes del actual municipio Candelaria), en la nueva ley político-administrativa del estado Trujillo, este municipio surgió ante la creación de gran cantidad de municipios en todos los estados venezolanos, principalmente entre la década de los 1980 y 1990.

## Geografía
El municipio está en pleno ascenso a la cordillera de los Andes, por el oeste tiene una baja altura de 10 a 50 m s. n. m., pero mientras se va más para el este municipal, asciende a relativa altura entre los 100 y 300 m s. n. m. La mayor población es Chejendé, con una población de 10 000 habitantes, le siguen Bolivia, La Urbina con un aproximado de 160 casas, y otras poblaciones menores, capitales de las diversas parroquias, caseríos, etc.

### Paleontología
El municipio es un gran yacimiento paleontológico venezolano, siendo similares los municipios Carache, José Felipe Márquez Cañizales, entre otros.
una de las cosas más interesantes que posee el municipio candelaria son los yacimientos fósiles los cuales se encuentran en el sector "El Filo" via que conduce hacia el caserío Bitubú de la parroquia Chejendé, los cuales datan de la era del cretásico y representando una muestra de la historia de la comunidad.

### Parroquias
En este municipio, hay 7 parroquias y estas son:
- Parroquia Arnoldo Gabaldón: Parroquia ubicada al oeste del municipio, en honor al parasitólogo y entomólogo trujillano Arnoldo Gabaldón.

- Parroquia Bolivia: Parroquia que se extiende en forma de línea algo angosta desde el este hasta el sur del municipio, con una relativa forma de bota.

- Parroquia Carrillo: Parroquia pequeña al suroeste del municipio, no al extremo sur, porque la parroquia Bolivia le delimita.

- Parroquia Cegarra: Parroquia más pequeña del municipio, encanjando entre las parroquias Bolivia, Carrillo y Chejendé.

- Parroquia Chejendé: Parroquia más grande del municipio, y a la vez; la capital municipal, Chejendé, se localiza aquí. Va desde el norte del municipio, con gran anchura y baja altura desde el comienzo, luego se va angostando por la parroquia Manuel Salvador Ulloa y San José, pasa por el centro del municipio y se va en dirección este, anchándose un poco y delimitando con la angosta parroquia de Bolivia, en todo este recorrido, aumenta desde los 10 m s. n. m. hasta los cientos de metros de altura.

- Parroquia Manuel Salvador Ulloa: Parroquia pequeña y de baja altura al noroeste del municipio.

- Parroquia San José: Parroquia angosta desde el oeste hasta el centro del municipio, con dirección este-sur.

### Límites
El municipio limita con municipios únicamente del estado Trujillo, no delimita con ningún otro estado. Los municipios con los que delimita:
- Por el norte: Limita el noroeste con el Municipio Miranda, el norte con el Municipio José Felipe Márquez Cañizales y noreste delimita con el Municipio Carache.

- Por el este: Delimitamos casi totalmente todo el este con el Municipio Carache, el municipio Candelaria delimita con un ínfimo saliente del Municipio Pampán por el sureste.

- Por el sur: Delimita totalmente con el Municipio Pampán.

- Por el oeste: Delimita con el Municipio Pampán todo el suroeste y el noroeste delimita con el municipio Miranda.

## Economía
La economía del municipio se sustenta principalmente en la agricultura, siendo las verduras y otros productos agrícolas los rubros de mayor comercialización. En los últimos años, el turismo ha mostrado un crecimiento progresivo, atrayendo visitantes que buscan descanso y contacto con la naturaleza.
El municipio ofrece diversas posadas que brindan tranquilidad y hospitalidad, enmarcadas por paisajes característicos de la transición entre el llano y la cordillera andina, lo que enriquece la experiencia turística con una combinación de climas, relieves y vistas escénicas.

## Política y gobierno

### Alcaldes
| Período                            | Alcalde              | Partido político / Alianza | % de votos | Notas |
| ---------------------------------- | -------------------- | -------------------------- | ---------- | --- |
| 1989 - 1992                        | José Ochoa           | AD                         | 49,49      | Primer alcalde bajo elecciones directas |
| 1992 - 1995                        | José Ochoa           | AD                         | 53,73      | Reelecto |
| 1995 - 2000                        | Olida Ochoa          | AD                         | -          | Segunda alcaldesa electa bajo elecciones directas (se realizaron elecciones generales adelantadas en el 2000 debido a la aprobación de la Constitución de 1999) |
| 2000 - 2004                        | Olida Ochoa          | AD                         | 45,67      | Reelecta |
| 2004 - 2008                        | Yerson Rodríguez     | PCV                        | 44,83      | Cuarto alcalde bajo elecciones directas |
| 2008 - 2013                        | Carmen Elena Benítez | PSUV                       | 46,79      | Quinta alcalde bajo elecciones directas (se postergan 1 año las elecciones municipales pautadas para finales del 2012)                                          |
| 2013 - 2017                        | Carmen Elena Benítez | PSUV                       | 49,68      | Reelecta |
| 2017 - 2021                        | Carmen Elena Benítez | PSUV                       | 57,18      | Reelecta |
| 2021 - 2025                        | Carmen Elena Benítez | PSUV                       | 39,50      | Reelecta |
| Fuente: Consejo Nacional Electoral |                      |                            |            | |

### Concejo municipal
| Concejales       | Partido político / Alianza |
| ---------------- | -------------------------- |
| Mauro Benitez    | PSUV                       |
| Nidia Bravo      | PSUV                       |
| Elix Castillo    | PSUV                       |
| Coromoto Andrade | PSUV                       |
| Enrique Niño     | MUD                        |
| Benito Torres    | MUD                        |
| Angel González   | MUD                        |